# Acropora palmerae
Espèce
Statut de conservation UICN

 VU A4ce : Vulnérable
Statut CITES
Acropora palmerae est une espèce de coraux appartenant à la famille des Acroporidae.